# Csernák István
Csernák István (Miskolc, 1953. október 4. –) metodista lelkész, a Magyarországi Metodista Egyház szuperintendense 1996–2016 között.

## Útja a lelkészi felszentelésig
Gyermekkorát a Borsod-Abaúj-Zemplén megyei Kistokajon töltötte. Középiskolai tanulmányait 1968–1972 között Miskolcon végezte a Közgazdasági Szakközépiskolában. 1972 és 1980 között a Nagymiskolci Állami Gazdaság könyvelője, belső ellenőre. 1974-ben kezdte el felsőfokú tanulmányait a Pénzügyi és Számviteli Főiskolán, amelynek befejezését követően 1978–1984 között a Szabadegyházak Tanácsának Lelkészképzőjén tanult tovább. 1983–1984-ben az Evangélikus Hittudományi Akadémián is részt vett teológiai képzésben. Franz Werner Schäfer svájci püspök 1982. június 10-én Budapesten szentelte fel diakónussá, majd 1984. június 29-én vénné (lelkésszé).

## Egyházi szolgálatai
1980-1986 között Miskolcon Szuhánszki János lelkész mellett szolgált segéd- és másodlelkészként az ifjúság körében és az alsózsolcai cigánymisszióban. 1986–1988 között a Kaposvári Körzetben, majd 1988-1996 között a Nyíregyházi Körzetben vezető lelkész. 1990-től az Egyháztanács tagja. 1996-ban választotta meg az Évi Konferencia dr. Hecker Frigyes szuperintendens utódjának. 1996-tól a Budapest-Pesti Körzet lelkésze, majd a 2004-től az újonnan alakult Budapest-Óbudai Körzet vezető lelkipásztora tíz éven át.

## Szuperintendensi szolgálata
Szuperintendensi szolgálatának kezdetén indult el a metodista egyház legnagyobb szabású éves rendezvénysorozata, az Országos Családi Tábor, amelynek első helyszíne 1997-ben Csillebérc volt. Az 1998-as nagytábor egyúttal a metodista egyház magyarországi centenáriumának ünnepi eseményét is jelentette. Kiemelkedő évnek számított 1999, amikor egyszerre két helyszínen szenteltek fel új egyházi épületeteket: a régóta tervezett egyházközpontot Budapest-Óbudán (1032 Budapest, Kiscelli u. 73.) és a szolnoki gyülekezet új közösségi házát (5000 Szolnok, Kassai u. 15.).
Az egyház fejlődésének jeleként 2003-ban önálló körzetté szerveződött a rendszerváltás után visszakapott helyszínen a Budakeszi Gyülekezet (2092 Budakeszi, Rákóczi u. 2.), majd egy év múlva hivatalosan létrejött az Óbudai Körzet is. Az ezredfordulót követően fiatal lelkészjelöltek sora állt egyházi szolgálatba szuperintendensi vezetése idején, amely jelezte egy új lelkészi nemzedék megjelenését. A cigányság sorsa iránti érzékeny elkötelezettségéről is tanúskodott: 2005-ben az első cigány helyi lelkész beiktatása Alsózsolcán (Erdei-Nagy László) és ugyanitt egy cigánymissziós templom és közösségi ház létesítése (2014–2016). A metodista egyház következő nemzedékek felé való nyitottságát és társadalmi szerepvállalását a Budapest XIII. kerületi Forrai Gimnázium és Művészeti Szakközépiskola (Lomb u. 41.) egyházi fenntartásba vételével is bizonyította 2013-ban. 
A Magyarországi Metodista Egyház 2016 áprilisában a 84. Évi Konferencián búcsúzott a két évtizedes egyházvezetői szolgálata után nyugdíjazására készülő szuperintendenstől.

## Család
1978-ban kötött házasságot Kormos Évával. Négy gyermekük született: Zsófia, Dávid, Leonóra, Anna.